# Uroš Bogunović
Uroš Bogunović (partizansko ime Roca), bosansko-hercegovski general, * 15. december 1914, † 27. maj 2006.

## Življenjepis
Leta 1941 je vstopil v NOVJ in KPJ.
Po vojni je končal šolanje na Višji vojaški akademiji JLA. Upokojen je bil leta 1963.

## Odlikovanja
- Red narodnega heroja
- Red partizanske zvezde
- Red bratstva in edinstva